# 디절 워싱턴

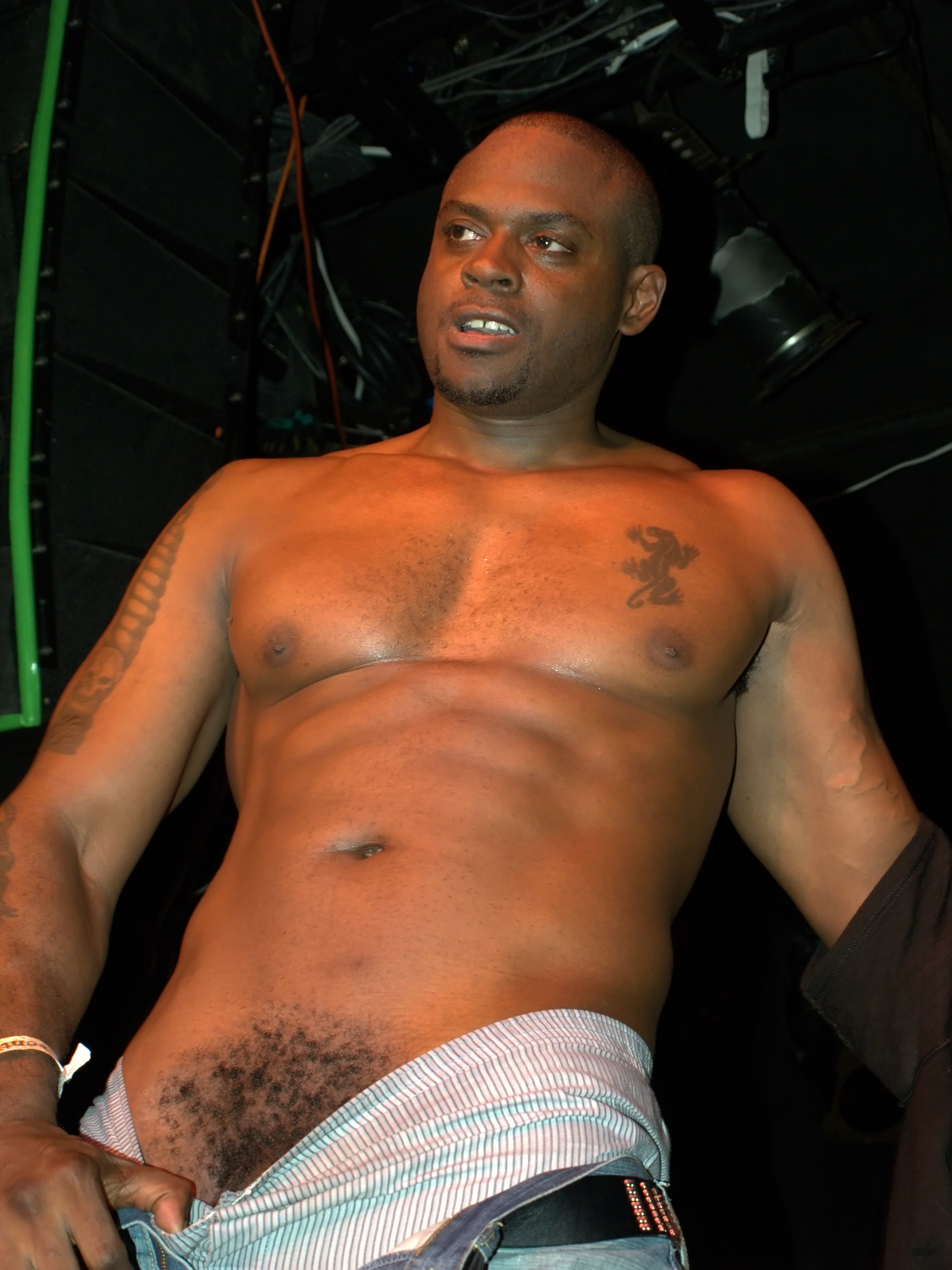
디절 워싱턴

디절 워싱턴(Diesel Washington, 1976년 4월 11일 ~ )는 미국의 게이 포르노 배우이다.